# Зэрыдзаёль
Зэрыдзаёль — река в России, протекает по Сосногорскому району Республики Коми. Устье реки находится в 57 км от устья Нибеля по левому берегу. Длина реки составляет 11 км.
Исток реки в болотах в 25 км к северо-востоку от посёлка Дорожный. Река течёт от истока на северо-восток, затем поворачивает на восток. Всё течение проходит по ненаселённому заболоченному таёжному лесу. Впадает в Нибель в урочище Шомесова.

## Данные водного реестра
По данным государственного водного реестра России относится к Двинско-Печорскому бассейновому округу, водохозяйственный участок реки — Печора от истока до водомерного поста у посёлка Шердино, речной подбассейн реки — Бассейны притоков Печоры до впадения Усы. Речной бассейн реки — Печора.
Код объекта в государственном водном реестре — 03050100112103000060672.